# 松岡正文
松岡 正文（まつおか まさふみ、1928年（昭和3年）2月12日 - ）は、日本の政治家。福岡県山田市（現・嘉麻市）長（2期）。

## 来歴
福岡県出身。福岡県立嘉穂中学校（現・福岡県立嘉穂高等学校・附属中学校）卒。山田市議会議員、同議長、消防組合副議長などを経て、1985年、山田市長選挙に立候補し、初当選した。1期目の1988年に全国初の配偶者条項などを含めた政治倫理条例を制定した。1989年の市長選挙でも再選。1993年の市長選では元山田市議の武信弘隆に敗れて落選した。